# Албанское королевство
Королевство Албания (алб. Mbretëria Shqiptare) — государство, существовавшее на Балканском полуострове в 1928—1939 годах.

## Предыстория
После получения независимости от Османской империи Албания поначалу стала княжеством, однако первый албанский князь Вильгельм Вид покинул страну через три месяца, и больше никогда не возвращался.
После Первой мировой войны статус Албании долгое время был неопределён: на её территорию претендовали соседние государства, а сама страна находилась в состоянии анархии; для управления страной был избран Высший совет, наделённый правами регента. В итоге к власти пришла группировка Ахмета Зогу, и в 1925 году, наконец, страна была провозглашена республикой. Зогу старался лавировать между Югославией, Великобританией и Италией, но в итоге Италия стала вытеснять конкурентов, постепенно получая контроль над Албанией.
Стремясь укрепить личную власть Зогу, Муссолини осенью 1927 года через посланника Уго Солу предложил ему подумать о возможности преобразования албанской республики в монархию. Зогу ответил принципиальным согласием, однако выразил опасения в связи с неизбежными финансовыми и «психологическими» осложнениями (под «психологическими осложнениями» Зогу имел в виду возможное недовольство феодальной знати). Чтобы устранить финансовую проблему, в Риме приняли решение выплачивать Зогу ежегодно по цивильному листу 2-3 миллиона лир.
Для основания династии требовался наследник, но Зогу всё ещё оставался холостяком. Он разорвал помолвку с дочерью Шефкета Верладжи, одного из богатейших феодалов Албании (нажив в его лице заклятого врага). Его не устраивали албанки (пусть даже и очень знатные по местным понятиям), поэтому начались поиски невесты. Зогу склонялся к кандидатуре дочери короля Италии Виктора Эммануила III, но принцесса Джованна предпочла выйти замуж за царя Болгарии Бориса III. В семье маркиза Д’Аулетта, род которого восходил чуть ли не к самому Скандербегу, не имелось девицы брачного возраста. В итоге, потерпев неудачу с ещё двумя-тремя матримональными проектами, итальянцы отступили, занявшись чистой политикой. В принципе, провозгласить монархию можно было сразу, но так как при этом одновременно велись итало-албанские военные переговоры, в Риме не хотели, чтобы ситуация выглядела как предоставление Зогу трона в обмен на военный договор.
Зимой 1927—1928 годов в Албании из-за голода на севере и экономических неурядиц обострилась внутренняя обстановка. Позиции Зогу были довольно шаткими, и летом 1928 года он вернулся к итальянскому предложению об учреждении монархии. Начались переговоры, превратившиеся в откровенный торг. Зогу попросил выделить ему 10 миллионов лир на предвыборные затраты (предполагались выборы в Учредительное собрание) и «на трансформацию режима». Муссолини согласился при условии, что Зогу ни в коем случае не превысит эту сумму и, кроме того, приступит к выработке условий военной конвенции.

## Провозглашение монархии

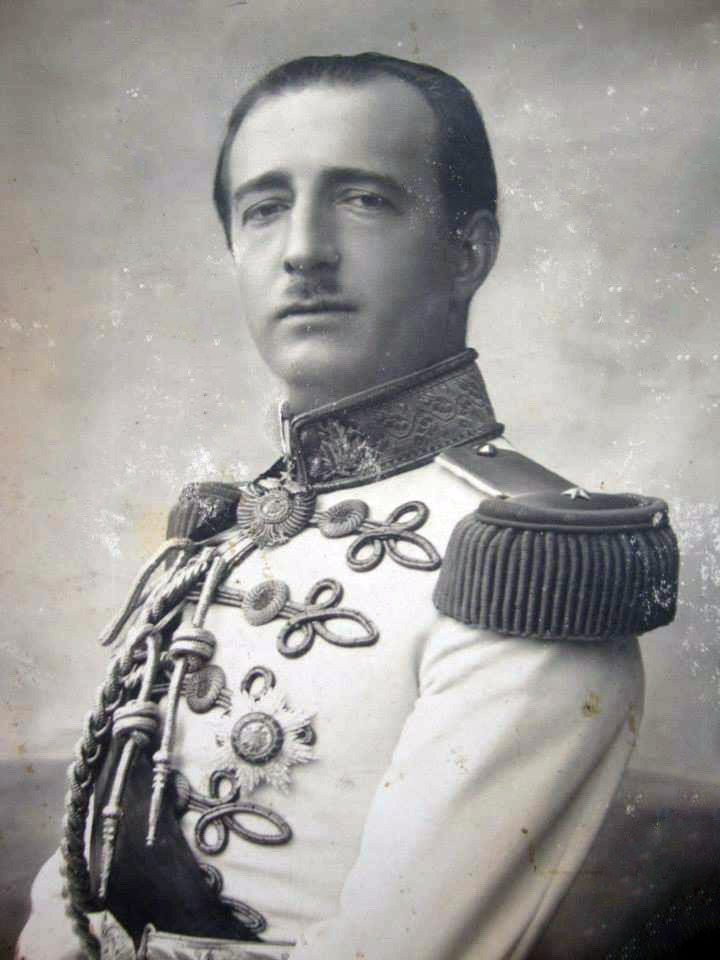
Король албанцев Зогу I

5 июня 1928 года албанское правительство издало указ о созыве Учредительного собрания. На подготовительные мероприятия, включая выборы, ушло два месяца, и 1 сентября министр иностранных дел Ильяз Вриони направил уведомления всем иностранным дипломатическим представителям в Албании о провозглашении национальным собранием Зогу I («Ахмет I» звучало бы слишком по-восточному, не по-европейски) «королём албанцев». Со стороны Югославии последовали резкие протесты как по поводу титула «король албанцев» (а не «король Албании»), так и по поводу заявления Зогу, что он никогда не смирится с расчленением Албании в 1913 году — в Югославии албанцы составляли третий по численности этнос (после сербов и хорватов). Турция не признавала Албанию королевством до 1931 года (Мустафа Кемаль Ататюрк заявил, что ликвидация республики является предательством интересов албанского народа, и что свергнувшая собственного султана Турция никогда не одобрит даже «чужую» монархию).
Коронация Зогу состоялась в городке Круя, где в середине XV века начал свою борьбу против турок Георгий Кастриоти Скандербег.
1 декабря 1928 года албанский парламент принял новую конституцию, в соответствии с которой Албания объявлялась «демократической, парламентарной и наследственной монархией».

## Аграрная реформа и мировой экономический кризис
Албания оставалась единственной страной на Балканах, в которой после обретения независимости не была проведена буржуазная аграрная реформа. В деревне всё оставалось в основном так же, как это было во времена Османской империи. Разорявшиеся крестьяне в поисках заработка уходили в города, эмигрировали. В ноябре 1929 года министерство иностранных дел сообщило правительству, что эта тенденция принимает особо опасный характер для национальной экономики и что немедленно требуется закон, ограничивающий эмиграцию.
Ещё в октябре 1928 года правительство создало комиссию по подготовке аграрной реформы, и одновременно обратилось к Италии с просьбой прислать экономического советника, который бы независимо от этой комиссии разработал свой вариант законопроекта. Такой специалист — профессор Дж. Лоренцони — прибыл в июне 1929 года, и к концу года представил свои соображения. После обсуждения проекта в различных комиссиях и в парламенте закон о реформе был утверждён и обнародован 13 апреля 1930 года. Он содержал почти 100 статей, предусматривал большое количество исключений из общих правил конфискации земельных излишков. Реформу предстояло проводить в течение 15 лет, причём по каждому землевладению требовалось специальное разрешение короля. В результате аграрная реформа осталась на бумаге, а закон о ней стал орудием, которое Зогу использовал для борьбы со своими личными противниками. Единственным относительно положительным результатом реформы стало расселение албанских беженцев (1888 семей) из югославской области Косово на бросовых заболоченных землях, принадлежавших ранее государству.
В годы мирового экономического кризиса (для Албании годами кризиса стали 1929—1934) значительно упали цены на экспортировавшиеся Албанией продукты животноводства и земледелия, а поразивший страну неурожай создал необходимость ввоза дополнительного количества зерна. Почти полностью был прекращён вывоз сыра и кож, составлявший основную статью дохода населения южных районов. В Гирокастре проходили массовые демонстрации голодных людей, которые требовали хлеба. Совет старейшин Скрапари информировал правительство о случаях смерти в результате хронического недоедания. Однако власти ничего не предпринимали для облегчения положения народа, а с проявлениями недовольства расправлялись репрессивными методами.

## Итало-албанский конфликт
После провозглашения монархии Албания, по выражению руководителя албанского отдела МИД Италии Винченцо Лояконо, посетившего страну в ноябре 1928 года, начала превращаться в итальянский бастион на Балканах. Однако Зогу тяготился слишком откровенным давлением «великой соседки» и, как утверждали сами итальянцы, лучшим способом добиться одобрения королём какого-либо решения было упоминание, что его не поддерживают в Риме.
В период мирового экономического кризиса правительство Муссолини, пользуясь тяжёлым экономическим положением Албании, сделало попытку ещё прочнее закрепить её зависимость от Италии. Дело осложнялось двумя обстоятельствами: частыми болезнями короля (и, как следствие этого, опасениями, что он может в любой момент умереть), и тем, что в 1931 году истекал пятилетний срок действия 1-го Тиранского пакта (договора «О дружбе и безопасности» между Италией и Албанией). Когда в начале 1931 года Зогу исчез в Вену на два с половиной месяца из-за никотинового отравления, среди итальянцев возникла тихая паника: выяснилось, что Зогу нет равноценной замены, так как верные друзья Италии из числа беев оказались в той или иной мере скомпрометированными.
Когда Зогу выздоровел и вернулся в Тирану, начался очередной албано-итальянский торг: Албания просила заём, а Италия обуславливала его предварительным возобновлением 1-го Тиранского пакта. Зогу возобновления пакта категорически не желал, считая, что он исчерпал себя и, более того, перекрыт 2-м Тиранским пактом («Договор об оборонительном союзе» 1928 года). 21 июля 1931 года стороны достигли соглашения о предоставлении Албании беспроцентного займа в размере 100 миллионов албанских франков сроком на 10 лет с условием ежегодной выплаты 10 миллионов, если будет продолжаться «полное и искреннее сотрудничество между двумя правительствами». Однако когда первый транш в сумме 1,8 миллионов золотых франков был получен, выяснилось, что Зогу не собирается держать слово в отношении пакта.
Почувствовав, что непосредственной опасности его режиму нет, Зогу стал предпринимать попытки заручиться политической и финансовой поддержкой в третьих странах, одновременно ограничивая активность Италии. В сентябре 1932 года албанское правительство обнародовало законопроект, по которому албанцам запрещалось обучать своих детей в духовных и светских школах, принадлежавших иностранцам (подавляющее число таких школ находилось в руках итальянцев). В ответ итальянское правительство отозвало своих преподавателей и вывезло оборудование.
В апреле 1933 года по инициативе Зогу были прерваны албано-итальянские переговоры об урегулировании долговых обязательств, а летом советник короля Мехмет Коница обратился от имени Зогу к югославскому правительству с просьбой о предоставлении Албании кредита на сумму 3 миллиона албанских франков. Однако югославское правительство не располагало свободными средствами в таком размере, а идея пропорционального размещения займа в странах Малой Антанты не возымела успеха. Параллельно с зондажем в Белграде албанские представители вели переговоры о займе в США, однако американцы выдвинули столько оговорок, что это было равносильно отказу. В конце мая — начале июня 1933 года Зогу попросил финансовую помощь у Франции, но французское правительство сообщило, что непосредственная помощь исключается, и посоветовало обратиться в Лигу Наций.
Итальянское правительство понимало, что Зогу попал в безвыходное положение, и стало усиливать давление вплоть до применения экономических санкций. Король стал сдавать одну позицию за другой. Последним отчаянным шагом Зогу стало появление в печати его открытого письма к председателю кабинета министров с призывом уменьшить государственные расходы и срочно ввести режим экономии во всех отраслях народного хозяйства. Напряжённость в албано-итальянских отношениях снова стала нарастать, и тогда 22 июня 1934 года на рейде Дурреса неожиданно появилась итальянская эскадра из 20 кораблей. В Албании и в соседних странах возникли опасения вооружённого вмешательства. Албанское правительство дало широкую огласку как самому факту появления военных кораблей, так и внезапности этой акции. Дипломатические представители ряда стран выразили протест против такой формы давления на Албанию. Вынужденное отступить итальянское правительство заявило, что военно-морская демонстрация не планировалась, а приход эскадры надо рассматривать как обычный визит вежливости, сообщение о котором задержалось на телеграфе. Столичные газеты сообщили о поездке военных моряков на экскурсию в Тирану, после чего корабли ушли.
Преодоление кризиса в итало-албанских отношениях стало возможным лишь весной 1935 года, когда возобновились прямые переговоры с Зогу.

## Восстание в Фиери и его последствия
В апреле 1934 года в Албании сформировалась самая крупная организация, ставившая своей целью свержение режима Зогу, которая называлась «Тайная организация». Её штаб-квартира находилась в Тиране, а филиалы были в городах Берат, Фиери, Дуррес, Корча, Влёра. Участвовала в ней революционно настроенная молодёжь, офицеры-республиканцы, недовольные проитальянской политикой правительства буржуа, и даже некоторые италофилы из числа личных противников Зогу. Руководство находилось в руках недовольных королём беев и высших офицеров. Политическим руководителем стал журналист Кост Чекрези. Свержение короля должно было произойти путём верхушечного переворота, народ привлекать не планировалось. В президенты новой республики (монархию заговорщики намеревались упразднить) прочили Нуредина Влёру, представителя знатной албанской фамилии, женатого на мультимиллионерше из Чили, происходившей из семьи основателя албанского независимого государства Исмаила Кемали.
Восстание планировалось на осень 1935 года или даже на весну 1936 года, однако несмотря на тщательную конспирацию органам госбезопасности удалось напасть на след заговорщиков. Узнав об этом, руководство «Тайной организации» в начале августа 1935 приняло решение выступить вечером 14 августа. Но уже 10 августа Нуредин Влёра и несколько военных руководителей были арестованы. Фиерский филиал организации взял инициативу в свои руки и приступил к решительным действиям днём 14 августа. В рядах повстанцев оказалась часть жандармерии во главе с лейтенантом Мустафой Краньей. Они арестовали супрефекта и при поддержке населения овладели положением в городе, однако вместо того, чтобы постараться развить успех и двинуться на Тирану, победители устроили митинг с пламенными речами, обличавшими режим Зогу. Неожиданно на площадь въехала автомашина, в которой находился генерал Гилярди (один из приближённых короля, генеральный инспектор албанской армии), заехавший в Фиери по пути в Поян. Раздались выстрелы, и генерал был убит на месте.
Повстанцы двинулись на Тирану. Ожидалось, что к ним присоединятся боевые группы из других районов, однако из Влёры, Берата и Гирокастры поступили сообщения, что подкрепления не будет, так как местные организации разгромлены. Люшня встретила фиерских повстанцев огнём правительственных войск. После ночной перестрелки к утру стало ясно, что восстание потерпело неудачу, руководители бежали за границу. Оставшиеся без руководства повстанцы сдавались правительственным войскам.
Уже на следующий день после подавления восстания по всей стране было арестовано около 900 человек. Суд над участниками восстания проходил в конце августа — начале сентября в Фиери. В ходе процесса 52 человека были приговорены к смертной казни, десятки получили сроки от 3 лет до 101 года.
Восстание в Фиери испугало двор и заставило его пойти на некоторое, хотя бы чисто внешнее, смягчение характера режима. В октябре 1935 года кабинет во главе с престарелым Пандели Эвангели был заменён так называемым «либеральным правительством» во главе с Мехди Франшери. Новый премьер-министр пообещал гарантировать народу свободу слова, собраний, печати, установить контроль над экспортно-импортными операциями, сбалансировать бюджет, способствовать развитию капиталистических начал в сельском хозяйстве и т. п. Однако «либеральное правительство» не выполнило ни одного из своих обещаний в области внутренней политики, зато связало Албанию новой серией договоров с Италией. Под давлением как патриотических сил, обвинявших правительство в капитуляции перед Италией, так и «отцов нации» из числа приверженцев короля и сторонников жёсткой линии оно в ноябре 1936 года подало в отставку. Новый премьер-министр Кочо Кота открыто восстановил прежние террористические методы правления.
Король поспешил назначить на 31 января 1937 года выборы в парламент, мобилизовав «силы порядка» на обеспечение победы кандидатам, внесённым в правительственный список. Вести агитацию за других просто запрещалось, хотя формально на некоторых избирательных пунктах независимые депутаты числились. В результате правительственный блок добился полной победы.
17 мая 1937 года газета «Штюпи» сообщила, что в Дельвине вспыхнуло большевистское восстание. В Тиране создалось напряжённое положение. Однако восстание, которое, как оказалось, возглавил один из бывших друзей и соратников Зогу и недавний министр внутренних дел Этхем Тото, удалось быстро подавить. Главные зачинщики, не успевшие бежать в Югославию, были схвачены и казнены.

## Захват Албании Италией

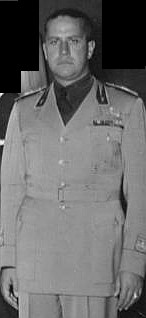
Галеаццо Чиано, организатор захвата Албании Италией

После официального признания европейскими государствами захвата Италией Эфиопии и включения её в состав Итальянской империи настала очередь Албании. Подготовка к её оккупации активизировалась с начала 1938 года, главную роль взял на себя министр иностранных дел Италии и зять Муссолини Галеаццо Чиано. Чиано, чья семья вложила большие средства в албанскую нефтяную промышленность и который стремился обеспечить себе албанской операцией авторитет в фашистской партии и правительственных кругах, относился к Албании как к своей вотчине, назначая туда своих людей и ревниво относясь к любой попытке постороннего вмешательства в дела этой страны.
27 апреля 1938 года Чиано присутствовал на бракосочетании короля Зогу с венгерской графиней Геральдине Аппоньи. Свадьба была гражданской, так как Ватикан отказался благословить католичку на брак с мусульманином. Тем не менее церемония прошла с приличествующей этому событию торжественностью, а молодожёны получили поздравления от царствующих домов и от ряда видных государственных деятелей, включая президента США Франклина Рузвельта. Чиано использовал поездку для того, чтобы на месте выбрать окончательный вариант действий в отношении Албании. В итоге появился план «интегрального разрешения» албанского вопроса.
30 апреля 1938 года проект был доведён до сведения Муссолини и одобрен им. Чтобы заручиться расположением Югославии, ей было предложено передать район Шкодринского озера, однако принц-регент Павел Карагеоргиевич отнёсся к этому предложению скептически, заявив: «У нас проживает столько албанцев в границах нашего государства и мы имеем от них столько неприятностей, что у нас нет ни малейшего желания увеличивать их число».
2 мая 1938 года Чиано составил докладную записку, в которой излагался подробный и конкретный план действий по оккупации Албании. Муссолини согласился со всеми доводами своего зятя и одобрил предложенный им план. Ориентировочный срок «акции» намечался на май 1939 года.
Во время нарастания международной напряжённости в связи с судетским кризисом предчувствия скорой развязки в отношении также и Албании оказались настолько сильными, что в Тиране начиная с 25 сентября 1938 года стали проводиться ежедневные совещания. Военный министр Аранити обсуждал с высшим офицерством меры по приведении в боевую готовность албанской армии в предвидении возможного итальянского вторжения. Однако до всеобщей мобилизации дело не дошло, так как было получено сообщение о Мюнхенском соглашении: Муссолини настойчиво подчёркивал свою роль в урегулировании кризиса невоенными методами.
13 ноября Муссолини распорядился начать дипломатическую и военную подготовку к захвату Албании. 30 ноября, выступая перед большим фашистским советом, он заявил: «Албания станет итальянской. Я не могу, да и не хочу пока говорить вам, когда и каким образом это произойдёт. Но это будет».
Король Зогу, потерпев неудачу в попытках договориться с итальянскими покровителями через посредников, решил сделать это лично. Под предлогом необходимого его беременной жене отдыха на озёрах Северной Италии он в начале декабря 1938 года отправился в морское путешествие на яхте «Иллирия», но сильный шторм принудил его возвратиться в Дуррес.
В Риме не исключали вероятность дипломатических осложнений в случае оккупации Албании. Муссолини, уверенный в невмешательстве Великобритании, Франции и Греции, выражал беспокойство в отношении позиции Югославии. Во время бесед Чиано с принцем Павлом и Стоядиновичем Югославии были предложены греческие Салоники и «некоторое исправление границы с Албанией» в качестве компенсации за согласие на итальянскую оккупацию. Но 4 февраля кабинет Стоядиновича пал, и «югославская карта потеряла 90 % своего значения». Итальянский посланник в Тиране Франческо Якомони получил инструкцию из министерства иностранных дел, рекомендовавшую давать Зогу любые заверения и «мутить воду так, чтобы воспрепятствовать раскрытию истинных намерений». 7 февраля 1939 года генштаб итальянской армии определил срок нападения: между 1 и 19 апреля.
С конца марта между Римом и Тираной начался интенсивный обмен письмами, в которых обсуждались планы нового итало-албанского союза. 25 марта 1939 года в Тирану прибыл секретарь канцелярии министра иностранных дел барон Карло де Феррарис с проектом договора, смысл которого сводился к установлению итальянского протектората над Албанией. Зогу всячески затягивал переговоры, выдвигая контрпредложения, которые тут же отвергались Римом. Наконец Муссолини в ультимативной форме потребовал согласиться на итальянские условия.
Албанское правительство до последнего момента надеялось уладить свои отношения с Италией миром. Когда 4 апреля в Тиране состоялся массовый митинг, участники которого направили к Зогу делегацию с требованием принять меры по организации обороны, король заявил, что стране не угрожает никакая опасность. В тот же день состоялось заседание кабинета министров, принявшее решение отклонить итальянский проект договора.
На рассвете 5 апреля 1939 года у албанской королевской четы появился на свет наследник, получивший имя Лека. Почти одновременно Зогу узнал об итальянском ультиматуме с требованием дать ответ к 12 часам следующего дня. Опасность, нависшая над Албанией, привела в движение народ, который требовал оружия. Король не решился ни на принятие ультиматума, ни на его отклонение, ни на вооружение народа. Он попросил итальянцев продлить срок ответа, и стал вывозить свою семью, значительную часть государственной казны и средства, принадлежащие Красному Кресту. Следуя примеру короля, начали тайно пробираться к границе с Грецией некоторые министры и другие официальные лица режима. Правительство распалось.
В 4 часа 30 минут 7 апреля 1939 года итальянская армия под командованием генерала Альфредо Гуццони начала высадку в портах Шенгини, Дуррес, Влёра и Саранда. Чиано лично ознакомился с обстановкой, совершив ранним утром инспекционный вылет над районом высадки у Дурреса. После высадки генерал Гуццони принял парламентёров от Зогу, вручивших ему новые албанские предложения (к тому времени сам король бежал на юг и уже приближался к греческой границе), и отложил военные операции на 6 часов, чтобы проконсультироваться с Римом. Задержка вызвала негодование Муссолини, приказавшего немедленно продолжить наступление. Гудзони на следующее утро преодолел оставшиеся 30 км и в 9 часов 30 минут вступил в Тирану. 9 апреля пали Шкодра и Гирокастра, а 10 апреля оккупация всей страны стала свершившимся фактом. Сопротивление захватчикам, оказанное отдельными группами военных и гражданских лиц, удалось подавить, хотя дипломат Филипо Анфузо впоследствии написал в мемуарах: «Десант в Албании был осуществлён со столь детским дилетантизмом, что будь у короля Зогу хотя бы одна хорошо обученная пожарная команда, он сбросил бы нас в море».
8 апреля в Тирану прибыл Чиано. Был создан Временный административный комитет во главе с бывшим министром двора Джафером Юпи. Комитет обратился с прокламацией к албанскому народу, в которой говорилось, что 26 лет существования независимого государства доказали неспособность албанцев к самоуправлению. 12 апреля на заседании спешно созванной Конституционной ассамблеи рассматривался проект «личной унии» Албании и Италии. Соглашаясь на капитуляцию перед Италией, депутаты хотели сделать вид, что произошла простая смена династии при сохранении статуса независимого государства, и настаивали на том, чтобы корону вручили принцу Савойской династии, а не самому Виктору Эммануилу III. Чиано пришлось провести серию встреч с депутатами и раздать конверты с албанскими франками, после чего голосование прошло «единодушно и даже с энтузиазмом». Новым премьер-министром Албании стал Шефкет Верляци. Одним из первых актов нового правительства стало решение о выходе из Лиги Наций.
15 апреля 1939 года в Риме состоялось заседание большого фашистского совета, одобрившего «личную унию». На следующий день делегация марионеточного албанского правительства преподнесла Виктору Эммануилу III «корону Скандербега». 3 июня 1939 года Виктор Эммануил III даровал Албании новую конституцию.